# Potter Creek, Nipissing District
Potter Creek är ett vattendrag i Kanada.   Det ligger i provinsen Ontario, i den sydöstra delen av landet, 240 km väster om huvudstaden Ottawa. Potter Creek ligger vid sjön Canoe Lake.
I omgivningarna runt Potter Creek växer i huvudsak blandskog. Trakten runt Potter Creek är nära nog obefolkad, med mindre än två invånare per kvadratkilometer.